# 히라마쓰 와타루
히라마쓰 와타루(일본어: 平松 航, 2000년 5월 9일~)는 일본의 축구 선수이다.

## 구단 경력
그는 2022년 J2리그의 도치기 SC에 입단했다. 2024년후 J3리그에 강등했다.